# جسپر تودور
جسپر تودور (انگلیسی: Jasper Tudor; ح. november 1431 – ۲۱ دسامبر ۱۴۹۵ (age 64)) پرسنل نظامی اهل پادشاهی انگلستان بود. وی همچنین مفتخر به کسب نشان بند جوراب شده است.